# Kushtdepdi
Le Kushtdepdi désigne, au Turkménistan, un art du spectacle de chant et de danse. La danse provient d'un rituel païen d'anciens chasseurs. Le Kushtdepdi intègre, en 2017, la liste représentative du patrimoine culturel immatériel à la suite d'une décision de l'UNESCO.

## Description et histoire
D'après une description du gouvernement turkmène, les racines du Kushtdepti remontent à des milliers d'années. Danse rituelle exécutée par les chasseurs, elle est d'abord populaire chez les habitants turkmènes de la côte de la mer Caspienne. Elle se diffuse ensuite dans tout le Turkménistan. Pendant l'époque contemporaine, cette danse présente des variations régionales. En 1871, le voyageur russe S. A. Gunaropulo mentionne le Kushtdepti dans son ouvrage « Dans les steppes turkmènes ». 
Les mouvements du Kushtdepti sont fluides et les danses racontent des histoires traditionnelles sur le cycle de la vie et les valeurs fondamentales . Ce rite associe chant improvisé et danse. Transmettant des souhaits, il est pratiqué à l'occasion de cérémonies et de célébrations nationales. Les enseignants chanteurs et danseurs transmettent cet art à l'oral, de manière traditionnelle et informelle, même s'il existe, au vingt-et-unième siècle, des écoles où est enseigné le Kushtdepti.

## Intégration du patrimoine culturel immatériel
En 2017, l'UNESCO décide d'inscrire cet élément sur la liste représentative du patrimoine culturel immatériel de l'humanité. La poésie, une des composantes de cet art, est qualifiée de créative par la description de l'UNESCO. De plus, différentes générations sont fédérées par des valeurs communes, culturelles et spirituelles. La sauvegarde de cet art est préservée, du fait de l'action des pratiquants, qui l'exécutent à l'occasion de cérémonies et d'évènements sociaux. Des enseignements sont préparés, notamment à partir de collectes de données sur le terrain. D'après le descriptif de l'UNESCO, ce sont cohésion sociale et compréhension mutuelle qui sont valorisés. En outre, les cinq critères (R1, R2, R3, R4 et R5) sont respectés et le Kushtdepdi, qui est pratiqué à l'occasion de naissances, de mariages et de célèbrations nationales, avait été inscrit sur l'inventaire national du Turkménistan, en 2013.